# Madonna col Bambino, sant'Elisabetta e il Battista
La Madonna col Bambino, sant'Elisabetta e il Battista è un dipinto di Andrea del Sarto. Eseguito verso il 1513, è conservato alla National Gallery di Londra.

## Descrizione
L'opera raffigura la Vergine, sulla sinistra, con il Bambino e sulla destra sant'Elisabetta con san Giovanni Battista. Questa, e una analoga appartenente alla Royal Collection, sono due varianti di un dipinto di del Sarto conservato all'Ermitage di San Pietroburgo, eseguito nel 1510, in cui compare però anche la figura di santa Caterina.